# Michael Norman
Michael Norman, född 3 december 1997 i San Diego, Kalifornien, USA är en amerikansk kortdistanslöpare över 200 och 400 meter. Han innehar världsbästat inomhus på 400 meter med ett lopp på 44,52 sekunder under 2018.

## Karriär
Den 10 mars 2018 sprang Norman ett nytt världsbästa inomhus på 400 meter då han slog Kerron Clements 13 år gamla rekord med fem hundradelar till 44,52 sekunder. Senare samma dag var han en del av USC Trojans stafettlag på 4×400 meter som slog både det amerikanska- och collegerekordet med en tid på världsbästat 3.00,77. Båda tiderna på 400 meter och 4×400 meter var snabbare än de officiella världsrekorden, men godkändes inte som världsrekord på grund av teknikaliteter samt att lagkamraten Rai Benjamin inte hade godkänts av IAAF att tävla för USA.
Den 20 april 2019 sprang han 400 meter på 43,45 sekunder, vilket blev ett nytt personbästa. Den 6 juni 2019 sprang Norman 200 meter på 19,70 sekunder, vilket också blev ett nytt personbästa.
Vid olympiska sommarspelen 2020 i Tokyo slutade Norman på 5:e plats på 400 meter efter ett lopp på 44,31 sekunder. Han var även en del av USA:s stafettlag som tog guld på 4×400 meter efter ett lopp på 2.55,70.
I juli 2022 vid VM i Eugene tog Norman guld på 400 meter efter ett lopp på 44,29 sekunder.